# At-Tafila
At-Tafila, biblijne Tofel (arab. الطفيلة) − miasto w Jordanii, 183 km na południowy zachód od Ammanu, stolica muhafazy At-Tafila. Położone jest na równinie Tafila. Według spisu ludności z 2015 roku miasto zamieszkuje 27559 osób, 13208 kobiet i 14351 mężczyzn. Miasto jako Tofel wzmiankowane jest już w Księdze Powtórzonego Prawa (Pwt 1,1) w kontekście przemowy Mojżesza do Izraelitów po opuszczeniu przez nich Egiptu.